# Čchien Te-chung
Čchien Te-chung (čínsky pchin-jinem Qián Déhóng, znaky tradiční 錢德洪; 1497–1574) byl čínský úředník a neokonfuciánský filozof žijící a působící v mingské Číně.

## Jména
Čchien Te-chung, vlastním jménem Čchien Kchuan (čínsky pchin-jinem Qián Kuān, znaky tradiční 錢錢), používal zdvořilostní jméno Chung-fu (čínsky pchin-jinem Hóngfǔ, znaky 洪甫) a přezdívku Sü-šan (čínsky pchin-jinem Xùshān, znaky tradiční 緒山).

## Život a dílo
Čchien Te-chung pocházel z okresu Jü-jao v prefektuře Šao-sing v provincii Če-ťiang. Studoval konfuciánské klasiky, skládal úřednické zkoušky, od roku 1521 studoval u Wang Jang-minga, který pocházel ze stejného okresu. S růstem Wangovy popularity Čchien Te-chung a Wang Ťi, jeho přítel a další z Wangových prvních žáků, od Wanga převzali část výuky. Roku 1526 Čchien Te-chung složil metropolitní zkoušky v Pekingu, odmítl se však (se svým přítelem Wang Ťim) účastnit palácových zkoušek kvůli oficiálnímu odsouzení učení Wang Jang-minga. Roku 1529 se vrátili z cesty do Pekingu kvůli smrti Wang Jang-minga. Oba společně založili k rozvoji Wangových myšlenek akademii v Chang-čou. Nakonec palácové zkoušky složil a hodnost ťin-š’ získal až roku 1532.
Po zkouškách nastoupil úřednickou kariéru, sloužil na státní univerzitě kuo-c’-ťien a na ministerstvu trestů. Roku 1541 byl uvězněn, když se (s dalšími úředníky) postavil císaři v jisté trestní kauze
Po propuštění roku 1543 se pohyboval v provincích na dolním a středním toku Jang-c’-ťiang a věnoval se výuce a šíření neokonfuciánství ve Wang Jang-mingově pojetí. Slavná je jeho debata s Wang Ťim a Wang Jang-mingem na mostě Tchien-čchüan. Wang Ťi a Čchien Te-chung se v ní ptali Wang Jang-minga na rozdíly v jejich interpretaci jeho učení. Wang Ťi odmítl existenci rozdílu mezi dobrem a zlem v srdci/mysli, vůli, poznání a ve věcech, vše zmíněné chápal jako „ani dobré ani zlé“, a při učení kladl důraz na vnitřní osvícení. Druhý naopak měl výše uvedené za dobré a zdůrazňoval potřebu rozlišení učení a sebezdokonalování, nutnost postupného a trpělivého učení. Wang Jang-ming odpověděl, že mají pravdu oba, pravda prvního je však vhodná pro ty kdo rychle chápu, pravda druhého pro ty pomalejší.
Významný není jako originální myslitel, ale především jako žák Wang Jang-minga a uchovatel a rozšiřovatel jeho myšlenek. Jeho nejvýznamnější prací je vydávání Wang Jang-mingových spisů počínaje rokem 1527 a sestavení Wang Jang-mingova životopisu.